# Argentina International 2014
Die Argentina International 2014 im Badminton fanden vom 11. bis zum 15. Juni 2014 in Buenos Aires statt.

## Sieger und Platzierte
| Disziplin    | Gold                           | Silber                      | Bronze                          |
| ------------ | ------------------------------ | --------------------------- | ------------------------------- |
| Herreneinzel | Kevin Cordón                   | Daniel Paiola               | Humblers Heymard                |
| Herreneinzel | Kevin Cordón                   | Daniel Paiola               | Søren Toft Hansen               |
| Dameneinzel  | Iris Wang                      | Bo Rong                     | Lohaynny Vicente                |
| Dameneinzel  | Iris Wang                      | Bo Rong                     | Fabiana Silva                   |
| Herrendoppel | Jonathan Solís Rodolfo Ramírez | Hugo Arthuso Daniel Paiola  | Mario Cuba Martín del Valle     |
| Herrendoppel | Jonathan Solís Rodolfo Ramírez | Hugo Arthuso Daniel Paiola  | Milan Ludík Søren Toft Hansen   |
| Damendoppel  | Lohaynny Vicente Luana Vicente | Paula Pereira Fabiana Silva | Cynthia González Mariana Ugalde |
| Damendoppel  | Lohaynny Vicente Luana Vicente | Paula Pereira Fabiana Silva | Haramara Gaitan Sabrina Solis   |
| Mixed        | Alex Tjong Lohaynny Vicente    | Hugo Arthuso Fabiana Silva  | Mario Cuba Katherine Winder     |
| Mixed        | Alex Tjong Lohaynny Vicente    | Hugo Arthuso Fabiana Silva  | Søren Toft Hansen Bo Rong       |